# Jesús Macías Delgado
José de Jesús Macías Delgado (Ciudad Juárez, Chihuahua; 26 de enero de 1949 - Ciudad Juárez, Chihuahua; 9 de julio de 2008) fue un político y empresario mexicano, miembro del Partido Revolucionario Institucional, fue presidente municipal de Ciudad Juárez, Chihuahua.

## Trayectoria
Jesús Macías Delgado fue Contador Público egresado de la Escuela Superior de Comercio y Administración del Instituto Politécnico Nacional y tenía una Maestría en Derecho Fiscal por la Universidad Autónoma de Ciudad Juárez, fue maestro en el Instituto Politécnico Nacional y se inició en el ejercicio de su profesión y en actividades empresariales que lo llevaron a ocupar cargo en organismos empresariales como presidente de la Cámara de Comercio de Ciudad Juárez de 1985 a 1986, Presidente de la Federación de Cámaras de Comercio de Chihuahua en 1984 y Vicepresidente de la Confederación Nacional de Cámaras de Comercio (CONCANACO). Ingresó a la actividad política al ser nombrado Subsecretario de Finanzas del comité municipal del PRI en 1982, posteriormente fue designado Recaudador de Rentas de Ciudad Juárez de 1986 a 1989, este último año fue postulado candidato del PRI a Presidente Municipal de Ciudad Juárez y electo para el periodo de ese año al de 1992.
Solicitó licencia como Presidente Municipal en 1991 al ser postulado candidato del PRI a Gobernador de Chihuahua, siendo respaldada su candidatura también por el entonces Partido del Frente Cardenista de Reconstrucción Nacional, se enfrentó en las elecciones con el candidato del Partido Acción Nacional, Francisco Barrio Terrazas que finalmente obtuvo el triunfo, siendo Macías el segundo candidato del PRI en perder la gubernatura de Chihuahua hasta la fecha.
En el año 2000 fue candidato del PRI a diputado federal por el Distrito 4 para las elecciones de ese año, perdiendo finalmente contra el candidato del Partido Acción Nacional, Gregorio Arturo Meza de la Rosa.
Posteriormente se alejó de la actividad política dedicándose a sus negocios particulares hasta 2004 en que el gobernador José Reyes Baeza Terrazas lo nombró representante del gobierno del estado en Ciudad Juárez, cargo al que renunció en junio de 2008 debido a graves problemas de salud debido a su padecimiento de cáncer. Falleció a consecuencia de esta enfermedad el 9 de julio de 2008.